# Axis Point
Axis Point est un groupe de rock britannique, originaire de l'Angleterre. Il est formé en 1978, qui comprenait le guitariste John « Charlie » Whitney (ex-Family, ex-Streetwalkers), le batteur Rob Townsend (ex-Family), le claviériste et chanteur Eddie Hardin (ex-Spencer Davis Group) et le bassiste Richard McCracken (ex-Taste, ex-Stud).

## Biographie
Formé en 1978, Axis Point réalise deux albums, Axis Point (1979) et Boast of the Town (1980) avant de se séparer en 1980. La formation originale de Axis Point comprend le guitariste Charlie Whitney, le claviériste Eddie Hardin, le bassiste Charlie McCracken et le batteur Les Binks. Ils enregistrent Axis Point (1979). L'écriture se scinde entre Hardin et Whitney, et McCraken pour Woman of the World et Fire it Up. Après l'enregistrement de l'album, Binks part et est remplacé par Rob Townsend, ancien batteur de Family. 
Ils enregistrent un second album, Boast of the Town (1980). Sur l'album, Whitney et McCracken collaborent sur toutes les chansons, avec le guitariste et chanteur Bobby Tench, ex membre des Streetwalkers.

## Membres

### Axis Point #1
- Charlie Whitney - guitare[1]
- Charlie McCracken - basse[1]
- Eddie Hardin - claviers, chant[1]
- Les Binks - batterie

### Axis Point #2
- Charlie Whitney - guitare[1]
- Charlie McCracken - basse[1]
- Eddie Hardin - claviers, chant[1]
- Rob Townsend - batterie[1]

### Membres additionnels
- Bobby Tench - guitare, chant (sur Boast of the Town)[1]
- Colin Horton Jennings - chœurs
- Ron Asprey - saxophone
- Tony Cox - arrangements

## Discographie
- 1979 : Axis Point
- 1980 : Boast of the Town